# 南溪镇 (河口县)
南溪镇，是中华人民共和国云南省红河哈尼族彝族自治州河口瑶族自治县下辖的一个乡镇级行政单位。

## 沿革
清朝设南西卡，民国时期设南溪乡。中华人民共和国成立初期建南溪区政府，1958年划归国营农场。部分住在安家河、岩头、水碓湾、靛塘、二道坪、大坪等高山的瑶族由农场代管。1969年之后，外来户开始迁入林区及边境地区，至1985年达到数百户。因此，中共河口县委、河口县人民政府决定开发南溪为河口第二县城，县委书记白锦义任总指挥，黄鹤保、冯宝义、蒋元政任副指挥。下设施工、材料、行政、保卫等组。经批准由省支前办投资1千万元，各单位筹集92.36万元，征用南溪水果场土地1433.2亩。由云南省规划院和州、县设计室分别进行工程设计。整个工程于1991年竣工。1987年，南溪镇建制。1988年，正式召开第一届人民代表大会，成立南溪镇人民政府。

## 行政区划
南溪镇下辖以下地区：
龙堡村、南溪村、大南溪村、安家河村、蚂蝗堡农场村和南溪农场村。

## 地理
南溪镇位于河口瑶族自治县城东北部。西与老范寨乡毗邻，北面与马关县古林箐乡相交，东北与桥头苗族壮族乡相连，东南面与越南老街省隔河相望，边境线全长60千米，距河口县城18千米，面积258平方千米。南溪镇属亚热带雨林气候，最高海拔1200米，最低海拔105米，立体气候显著。境内矿产资源有铅、锌、铁等，储量丰富。镇域内喀斯特地貌分布较广，有花鱼洞瀑布森林公园和龙戈洞、白沙河溶洞、天生桥等景观。交通上，昆河铁路（南溪站）、昆河公路、砚河公路穿过南溪镇，它是河口与外界联系的重要门户。辖区内有国营蚂蝗堡农场、南溪农场。辖区内的民族主要以苗族、瑶族、壮族、布依族、汉族等为主。

## 农业
南溪镇属亚热带季风雨林气候，粮食作物以水稻、玉米为主；此外种植橡胶、肉桂、杉树等经济林木和香蕉、菠萝、龙眼、桩果等水果，镇域内交通运输便利。全镇有耕地面积8144亩，粮食播种面积6695亩（其中水田1541亩，旱地6603亩）。